# 科柳希夫
48°59′20″N 28°37′57″E / 48.98889°N 28.63250°E
科柳希夫（烏克蘭語：Колюхів），是烏克蘭的村落，位於該國西南部文尼察州，由文尼察區負責管轄，始建於1553年，面積1.21平方公里，海拔高度252米，2001年人口254，人口密度每平方公里209.92人。